# Вегетарианство
Вегетарианството е течение в диетологията, чиито последователи изграждат хранителния си режим от растителни храни (плодове, зеленчуци и др.), със или без млечни продукти и яйца, и без месо (червено месо, птиче месо и морски продукти).
Вегетарианството може да бъде възприето поради различни причини. Освен морални съображения, влияние могат да оказват и здравни, религиозни, политически, природосъобразни, културни, естетични или икономически съображения. Скорошно проучване установява, че определенията за вегетарианство в различните страни са различни.

## История на вегетарианството
Най-ранни сведения за хора, които има вероятност да не са консумирали месо, датират от 7000 г. пр.н.е. Става дума за малкия град Мехргарх, който принадлежи на цивилизацията, разположена на река Инд. През Античността личности като Платон и Питагор са отричали консумацията на месо. Манихейството, практикувано между 3 и 10 век от н.е., проповядва философия против убиването на животни. Тази и други ненасилствени вегетариански секти са приемани от обществото като фанатични извращения, често преследвани от официалната църква. Богомилите са вегетарианци, и това е една от причините да бъдат горени на клада като еретици. При основаването на методистката Библейска християнска църква в Солфорд, Великобритания през 1809 г., е отправен призив против яденето на месо, като се посочват цитати от Библията. Години по-късно, през 1847 г., отново във Великобритания, в град Рамсгейт, се основава първото вегетарианско общество.

## Видове вегетарианство
Съществуват различни видове вегетарианство:
- Лактовегетарианството включва млечни продукти без яйца, а ововегетарианството – яйца без млечни продукти.
- Оволактовегетарианство – хранителният режим включва животински/млечни продукти като мляко, яйца и мед.
- Веганство – стриктно вегетарианство, при което от диетата са изключени всякакви животински продукти, включително яйца, мляко и мед.
- Суровоядство – последователите на този хранителен режим консумират растителни храни, които не са обработени термично. Единствената обработка е пюриране и изсушаване.
- Пескетарианство (производно от pescetarian, неологизъм, образуван от сливането на думите pesce (риба на италиански) и vegetarian (вегетаранец на английски) – консумират морска храна, но не и другите видове месо. Този хранителен режим е избиран от много хора, тъй като морската храна е ключов източник на протеини, полезни мазнини и някои минерали.[6]

## Някои известни вегетарианци
- Ариана Гранде
- Адриано Челентано
- Буда
- Винсент Ван Гог
- Джон Ленън
- Джордж Бърнард Шоу
- Джордж Харисън
- Имануел Кант
- Конфуций
- Лев Николаевич Толстой
- Леонардо да Винчи
- Майкъл Джаксън
- Марк Твен
- Махатма Ганди
- Мира Аройо
- Натали Портман
- Николай Носков
- Питагор
- Платон
- Плутарх
- Пол Маккартни
- Ринго Стар
- Робърт Луис Стивънсън
- Ромен Ролан
- Сенека
- Силвестър Греъм
- Сократ
- Стив Вай
- Хърбърт Макголфин Шелтън
- Пинк

### Българи вегетарианци
- Асен Златаров
- Владимир Димитров – Майстора
- Иван Костов
- Лили Иванова
- Михаил Неделчев
- Петър Дънов